# 서산중학교
서산중학교(瑞山中學校)는 대한민국 충청남도 서산시 석남동에 있는 공립 중학교이다.

## 학교 연혁
- 1946년 10월 10일 : 서산공립 중학교 설립인가
- 1946년 12월 16일 : 개교
- 1948년 8월 6일 : 6년제 공립중학교 승격인가
- 1951년 9월 1일 : 교육법 개정으로 3년제 중학교로 개편
- 2023년 3월 2일 : 제33대 강경석 교장 취임
- 2023년 12월 22일 : 제74회 졸업식(317명) 총 졸업생 21,814명
- 2024년 3월 4일 : 입학(274명)
- 2025년 1월 6일 : 제 75회 졸업식(291명), 총 졸업생 22,105명
- 2025년 3월 4일 : 입학(271명)

## 주요 시설

### 운동장
서산중학교 운동장(瑞山中學校運動場, Seosan Middle School Field)은 대한민국 충청남도 서산시에 있는 서산중학교 내에 설치된 스포츠 시설이다. 2010년 3월 12일에 착공하여, 2010년 6월 말에 완공되었다. 국민체육진흥공단에서 3억 5천만 원, 서산시청에서 3억 5천만 원, 충청남도교육청에서 2억 원의 예산이 지원되어 총 9억 원의 건설비가 소요되었다. K7리그 서산 등의 축구 대회가 개최되었다.

## 참고 문헌
- 서산중학교 - 한국교육학술정보원 학교알리미